# Sylvie Černá
Sylvie Černá (6 aprile 1983) è una pentatleta ceca.

## Palmarès
In carriera ha conseguito i seguenti risultati:
- Europei

Lipsia 2009: oro nel pentathlon moderno staffetta a squadre.